# Amt Putlitz-Berge
Das Amt Putlitz-Berge ist ein 1992 gebildetes Amt im Landkreis Prignitz des Landes Brandenburg, in dem zunächst 17 Gemeinden in den damaligen Kreisen Pritzwalk und Perleberg zu einem Verwaltungsverbund zusammengefasst wurden. Durch Eingliederungen und Gemeindezusammenschlüsse hat sich die Zahl der amtsangehörigen Gemeinden auf fünf reduziert.

## Geographische Lage
Das Amt liegt im Norden des Landkreises Prignitz und grenzt im Westen an die Gemeinde Karstädt, im Norden an das Land Mecklenburg-Vorpommern, im Osten an das Amt Meyenburg sowie im Süden an die Gemeinde Groß Pankow (Prignitz).

## Gemeinden und Ortsteile

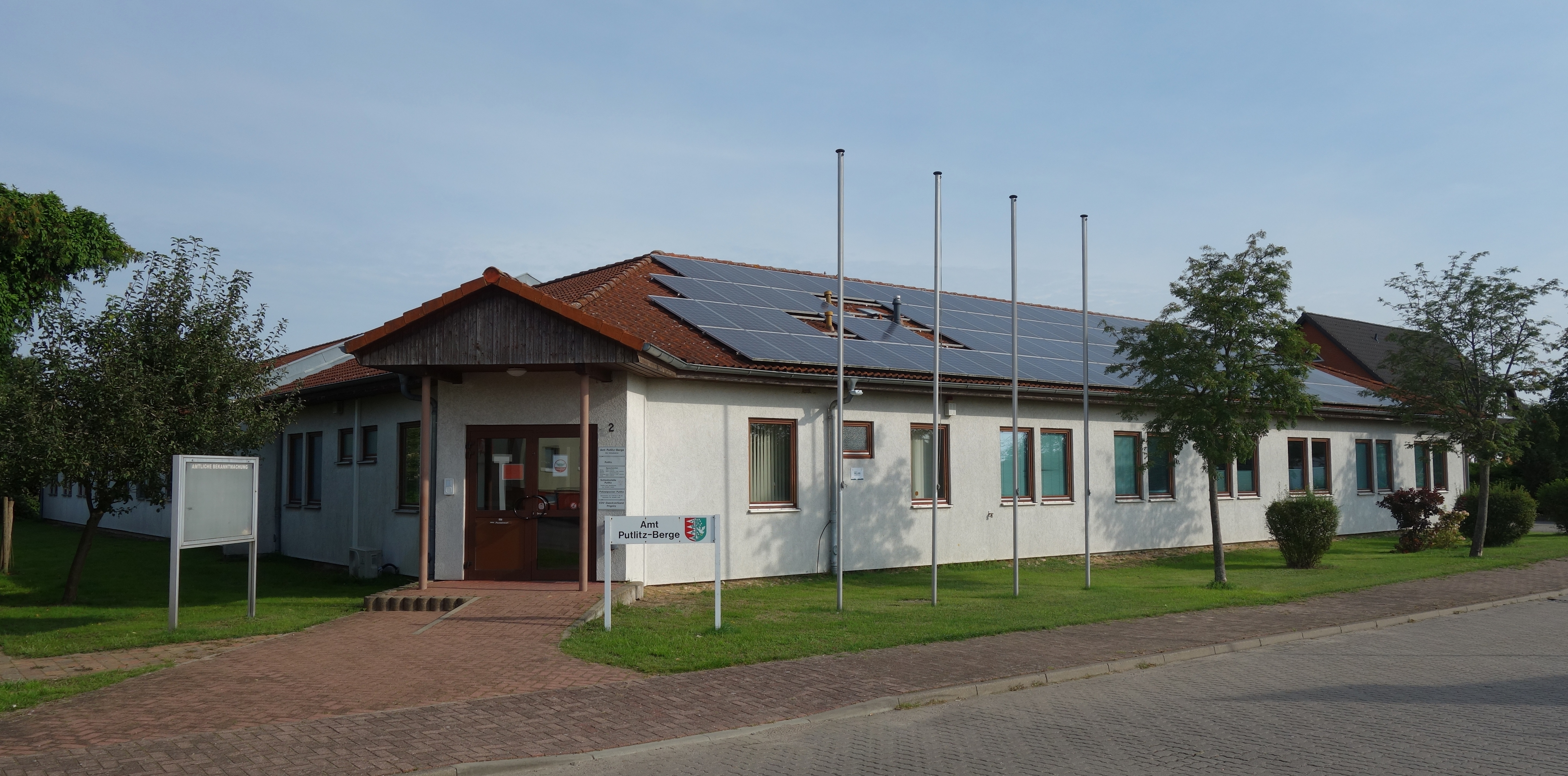
Sitz der Amtsverwaltung

Das Amt Putlitz-Berge verwaltet derzeit fünf Gemeinden:
- Berge mit den bewohnten Gemeindeteilen Grenzheim, Kleeste, Muggerkuhl und Neuhausen
- Gülitz-Reetz mit den bewohnten Gemeindeteilen Gülitz, Reetz, Schönholz und Wüsten Vahrnow
- Pirow mit dem Ortsteil Hülsebeck und den bewohnten Gemeindeteilen Bresch, Burow, Mollnitz und Waldhof
- Putlitz (Stadt) mit den Ortsteilen Laaske, Lockstädt, Lütkendorf, Mansfeld, Nettelbeck, Porep, Putlitz, Sagast und Telschow-Weitgendorf sowie den bewohnten Gemeindeteilen Jakobsdorf, Krumbeck und Neu Sagast
- Triglitz mit den Ortsteilen Mertensdorf, Silmersdorf, Triglitz und den bewohnten Gemeindeteilen Schmarsow, Neu Silmersdorf und Klein Triglitz

## Geschichte
Der Minister des Innern des Landes Brandenburg erteilte der Bildung des Amtes Putlitz-Berge am 23. Juni 1992 (mit Wirkung zum 26. Juni 1992) seine Zustimmung. Zum Amtssitz wurde die Stadt Putlitz bestimmt. Das Amt bestand zunächst aus den Gemeinden
1. Berge,
2. Gülitz,
3. Hülsebeck,
4. Laaske,
5. Lockstädt,
6. Lütkendorf,
7. Mansfeld,
8. Mertensdorf,
9. Nettelbeck,
10. Pirow,
11. Porep,
12. Reetz,
13. Sagast,
14. Silmersdorf,
15. Telschow-Weitgendorf,
16. Triglitz
17. Stadt Putlitz

Zum 31. Dezember 2001 bildeten die Gemeinden Triglitz, Mertensdorf und Silmersdorf die neue Gemeinde Triglitz. Ebenfalls zum 31. Dezember 2001 wurde die Gemeinde Hülsebeck in die Gemeinde Pirow eingegliedert. Zum gleichen Termin bildeten die Gemeinden Gülitz und Reetz die neue Gemeinde Gülitz-Reetz. Ebenfalls zum 31. Dezember 2001 bildeten die Gemeinden Laaske, Lockstädt, Lütkendorf, Mansfeld, Nettelbeck, Porep, Sagast, Telschow-Weitgendorf und die Stadt Putlitz die neue Stadt Putlitz. Damit hatte sich die Anzahl der Gemeinden des Amtes Putlitz-Berge auf fünf reduziert.

## Bevölkerungsentwicklung
| Jahr | Einwohner |
| ---- | --------- |
| 1992 | 6 430     |
| 1995 | 6 252     |
| 2000 | 6 055     |
| 2005 | 5 618     |
| 2010 | 5 096     |
| 2015 | 4 932     |

| Jahr | Einwohner |
| ---- | --------- |
| 2020 | 4 781     |
| 2021 | 4 701     |
| 2022 | 4 694     |
| 2023 | 4 668     |
| 2024 | 4 682     |

Gebietsstand des jeweiligen Jahres, Einwohnerzahl: Stand 31. Dezember, ab 2011 auf Basis des Zensus 2011, ab 2022 auf Basis des Zensus 2022

## Politik

### Amtsdirektoren
- 1992–2000: Heidi Hoffmann
- 2000–2015: Gerd Ehrke
- seit 2016: Hergen Reker

Hergen Reker wurde am 3. Dezember 2015 durch den Amtsausschuss für eine Amtsdauer von acht Jahren gewählt. Er trat sein Amt am 1. Januar 2016 an. Nachdem der Amtsausschuss am 18. Juli auf eine Ausschreibung der Stelle verzichtet hatte, wurde Reker am 26. September 2023 mit 6 Ja-Stimmen bei 2 Nein-Stimmen vom Amtsausschuss für weitere acht Jahre gewählt.

Sebastian Wornien wurde am 9. Juli 2025 mit sieben von acht Stimmen vom Amtsausschuss zum Nachfolger von Reker gewählt, der sein Amt am 31. Dezember 2025 aufgibt.

### Wappen
Die Genehmigung zur Führung eines Wappens wurde am 12. Mai 1995 erteilt.
Blasonierung: „Von Silber und Grün gespalten, darin eine 17-blättrige Linde in verwechselten Farben, begleitet rechte von fünf linksgewandten roten Spitzen, links von einer auffliegenden silbernen Gans.“

## Flagge
Die Flagge des Amtes ist Rot–Weiß–Grün gestreift und mittig mit dem Wappen belegt.

## Belege
1. ↑  Bevölkerungsstand im Land Brandenburg Dezember 2024 (Fortgeschriebene amtliche Einwohnerzahlen, basierend auf dem Zensus 2022) (Hilfe dazu).
2. ↑  Putlitz-Berge | Service Brandenburg. Abgerufen am 1. Mai 2024.
3. ↑  Bildung des Amtes Putlitz-Berge. Bekanntmachung des Ministers des Innern vom 23. Juni 1992. Amtsblatt für Brandenburg - Gemeinsames Ministerialblatt für das Land Brandenburg, 3. Jahrgang, Nummer 47, 10. Juli 1992, S. 893.
4. ↑  Bildung einer neuen Gemeinde Triglitz. Bekanntmachung des Ministeriums des Innern vom 12. Oktober 2001. Amtsblatt für Brandenburg - Gemeinsames Ministerialblatt für das Land Brandenburg, 12. Jahrgang, Nummer 44, 30. Oktober 2001, S. 696 PDF.
5. ↑  Eingliederung der Gemeinde Hülsebeck in die Gemeinde Pirow. Bekanntmachung des Ministeriums des Innern vom 7. November 2001. Amtsblatt für Brandenburg - Gemeinsames Ministerialblatt für das Land Brandenburg, 12. Jahrgang, Nummer 49 5. Dezember 2001, S. 831 PDF.
6. ↑  Bildung einer neuen Gemeinde Gülitz-Reetz. Bekanntmachung des Ministeriums des Innern vom 8. November 2001. Amtsblatt für Brandenburg - Gemeinsames Ministerialblatt für das Land Brandenburg, 12. Jahrgang, Nummer 49 5. Dezember 2001, S. 831 PDF.
7. ↑  Bildung einer neuen Stadt Putlitz. Bekanntmachung des Ministeriums des Innern vom 9. November 2001. Amtsblatt für Brandenburg - Gemeinsames Ministerialblatt für das Land Brandenburg, 12. Jahrgang, Nummer 49 5. Dezember 2001, S. 831 PDF.
8. ↑  Historisches Gemeindeverzeichnis des Landes Brandenburg 1875 bis 2005. Landkreis Prignitz. S. 12–13
9. ↑  Bevölkerung im Land Brandenburg von 1991 bis 2017 nach Kreisfreien Städten, Landkreisen und Gemeinden, Tabelle 7
10. ↑  Amt für Statistik Berlin-Brandenburg (Hrsg.): Statistischer Bericht A I 7, A II 3, A III 3. Bevölkerungsentwicklung und Bevölkerungsstand im Land Brandenburg (jeweilige Ausgaben des Monats Dezember)
11. ↑  Wahl in Putlitz-Berge endet mit Losentscheid. (Memento vom 3. Februar 2017 im Internet Archive) In: Märkische Allgemeine, 4. Dezember 2015
12. ↑  Mitteilung des Amtes Putlitz-Berge vom 27.9.2023
13. ↑  Mitteilung des Amtes Putlitz-Berge vom 9.7.2025
14. ↑  Wappen des Amtes Putlitz-Berge